# 다카키 준페이
다카키 준페이(일본어: 高木 純平, 1982년 9월 1일 ~ )는 일본의 전 축구 선수이다.

## 구단 경력
그는 2001년부터 2017년까지 J리그의 시미즈 에스펄스, 콘사돌레 삿포로, 몬테디오 야마가타, 도쿄 베르디에서 활동하였다.